# 甘尼森縣 (科羅拉多州)
甘尼森县（英語：Gunnison County）是美國科羅拉多州西部的一個縣。面積8,443平方公里。根據美國2000年人口普查，共有人口13,956人。縣治甘尼森。
成立於1877年3月9日。縣名紀念探險家约翰·威廉姆斯·甘尼森（John Williams Gunnison）。